# School Library Journal
School Library Journal (ou SLJ) est une revue littéraire américaine destinée aux bibliothécaires jeunesse ainsi qu’aux professionnels des sciences de l’information travaillant avec un public jeunesse. Elle passe en revue les nouvelles parutions pour enfants, adolescents et jeunes adultes, qu’il s’agisse de livres de fiction ou de référence, d’enregistrements audio et vidéo ou de ressources numériques.

## Histoire
D’abord publiée sous le nom de Junior Libraries, la revue fut fondée le 15 septembre 1954 par la compagnie R. R. Bowker (en) en tant que section spéciale de la revue Library Journal qui, elle, était imprimée depuis 1876. La Junior Libraries parut le 15 de chaque mois, de septembre à mai, jusqu’au 15 décembre 1974. C’est en mai 1961 que la publication prit le nom officiel de School Library Journal. Une édition en ligne de la même revue est disponible pour le grand public depuis 1990. Le supplément Previews fut imprimé entre 1972 et 1980 tandis que Curriculum Connection l'est depuis 2003.
Au fil des ans, l’entreprise de médias R.R. Bowker changea de main à quelques reprises. En 1967, la Xerox Corporation acquiert Bowker avant de la revendre en 1985 à la compagnie britannique Reed International (qui deviendra plus tard Reed Elsevier puis RelX) qui acheta entre 1983 et 1987 pas moins de quinze entreprises américaines dans le secteur des médias. En 2001, c’est au tour du groupe Cambridge Information d’acquérir Bowker. Depuis 2010, le Library Journal ainsi que le School Library Journal sont sous la gouverne de Media Source Inc. (MSI).

## Critique littéraire
Plusieurs publications américaines consacrent des pages à la critique de la littérature jeunesse dans le but d'aider les bibliothécaires dans leurs choix quant au développement de collections : le New York Times Book Review, Publishers Weekly, Booklist (en), Kirkus Reviews, The Bulletin of the Center for Children's Books (en) et le Horn Book Magazine, notamment. Cependant, par rapport à ses concurrents, le SLJ offre un plus grand éventail de critiques : sont examinés la plupart sinon tous les titres des principaux éditeurs, en plus de certaines publications d'éditeurs plus modestes ou sur différents supports (multimédia, numérique).
Chaque année, la rédaction reçoit des milliers de parutions des différentes maisons d'édition dans l'espoir qu'une critique soit rédigée dans le SLJ. À titre d'exemple, en 2009, le SLJ a reçu 13 000 titres parmi lesquels 5 700 ont été passés en revue et 54 ont été sélectionnés pour figurer sur la liste des meilleurs livres jeunesse de l'année. Une attention est portée à l'équilibre dans ces listes quant au nombre de suggestions de lecture faites par groupe d'âge et par style littéraire.

## Produits et services complémentaires
En plus de la revue imprimée et en ligne, SLJ offre plusieurs produits et services complémentaires, toujours dans le but d'outiller les bibliothécaires et les professionnels de l'information œuvrant avec un jeune public. Elle offre des conseils d'experts pour la mise en place de programmes, des entretiens avec des auteurs, des outils et astuces pour relever les défis relatifs aux apprentissages et à l'enseignement au XXIe siècle, des occasions de faire du réseautage, d'échanger, de participer à des groupes de réflexion, etc. Ces offres de services peuvent prendre diverses formes :
- Émissions webdiffusées
- Cours et formations en ligne
- Conférences virtuelles
- Blogues
- Le balado Yarn sur la littérature jeunesse
- Des infolettres
- Présence sur les médias sociaux
- Rassemblements

## Censure et inclusion
Partenaire de l'initiative Unite against Book Bans et signataire de la déclaration pour Freedom to read, parrainées par l'American Library Association (ALA), SLJ prend ouvertement position dans la controverse sur la censure littéraire aux États-Unis depuis quelques années pour le droit et la liberté de lecture et en assure la couverture médiatique, ce qui lui a d'ailleurs valu le prix Eddies en 2022.
De plus, SLJ met de l'avant les thèmes sujets à censure en faisant la promotion de livres, en publiant des articles et en mettant sur pieds des formations, etc. La volonté d'inclusion préconisée par SLJ ne s'arrête pas au développement de collections et à l'accessibilité des livres à ceux qui voudraient les lire ; SLJ milite aussi afin de rendre plus inclusifs les événements auxquels elle participe.

## À l'écoute des bibliothécaires scolaires: un exemple
Devant le constat que les bibliothécaires scolaires voient souvent leurs emplois coupés en faveur d'autres professionnels qui auront, le pense-t-on, de meilleurs et de plus mesurables impacts sur les résultats scolaires des élèves, le SLJ a choisi le thème Où sont les données probantes? Comprendre les impacts des bibliothèques scolaires pour son Sommet du Leadership de 2007. Ainsi, SLJ faisait en sorte qu'une assemblée réunissant des bibliothécaires scolaires, mais aussi des administrateurs et autres professionnels de l'éducation, ainsi que des chercheurs, professeurs d'université et décideurs de la classe politique se penchent ensemble sur la difficulté de mesurer les impacts d'une bibliothèque scolaire sur les élèves.